# 三久保角男
三久保 角男（みくぼ すみお、1943年10月6日 - ）は、中部日本放送の元アナウンサー。

## 来歴・人物
- 滋賀県野洲郡野洲町出身。滋賀県立大津高等学校、関西学院大学卒業[1]。
- 1967年、中部日本放送にアナウンサーとして入社[1]。同期は荒川戦一、福井豊治、島津靖雄、村井秀樹。
- 主にラジオで活躍し、アナウンス部長を勤めたのち退職。
- 2019年現在、愛知淑徳大学にて非常勤講師。スピーキング系の日本語表現科目を教えている。

## 現在の出演番組

### テレビ
- 極上の逸品 （ナレーター）

## 過去の出演番組

### テレビ
- カラオケ5番街
- 土曜9時ハンただ今参上!
- CBCニュースワイド

### ラジオ
- ばつぐんジョッキー[1]
- CBCヤングリクエスト
- 0時半です松坂屋ですカトレヤミュージックです[1]
- バイバイクイズ7・20
- CBCラジオヘッドライン
- 三久保角男のハミングサタデー[1]
- サタデーワイド 〜三久保角男の気分はウィークエンド〜